# Thalictrum pubescens
Thalictrum pubescens là một loài thực vật có hoa trong họ Mao lương. Loài này được Pursh miêu tả khoa học đầu tiên năm 1814.

## Hình ảnh

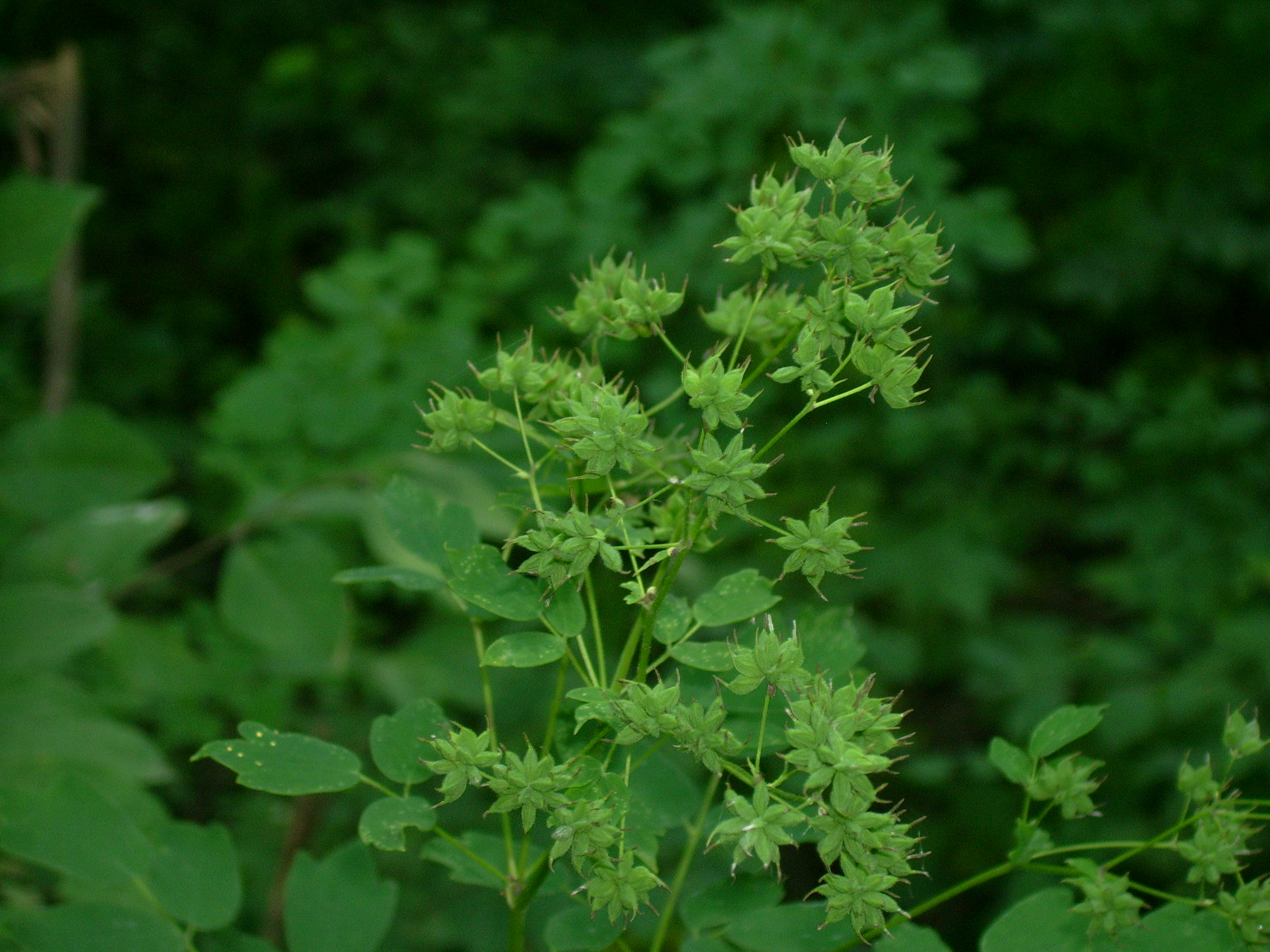
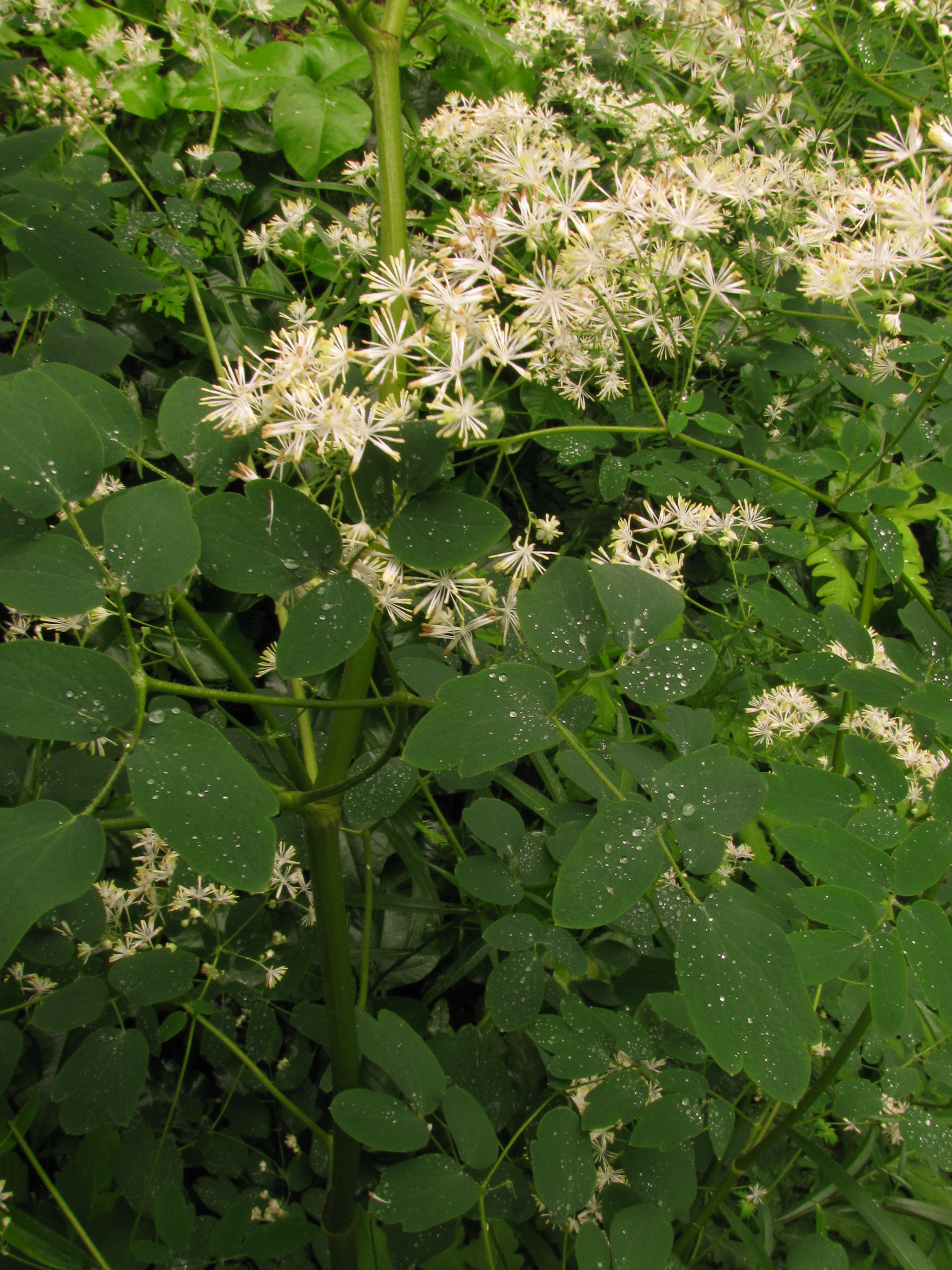